# Gudur, Yadgir
Gudur là một làng thuộc tehsil Yadgir, huyện Gulbarga, bang Karnataka, Ấn Độ.